# Geißbrasse
Die Geißbrasse (Diplodus sargus), auch Bindenbrasse oder Große Geißbrasse (Unterart D. sargus sargus) genannt, ist eine Meerbrassenart, die in mehreren Unterarten im Mittelmeer, im Schwarzen Meer, im östlichen Atlantik, im zentralen Atlantik um die Inseln Madeira, St. Helena und Ascension, sowie im südwestlichen Indischen Ozean vorkommt.	

## Merkmale
Die Geißbrasse ist hochrückig und seitlich abgeflacht. Die meisten Exemplare der Art werden etwa 22 cm lang, die größte gemessene Länge liegt bei 45 cm, das Maximalgewicht bei 1,9 kg. Der Körper ist hell- bis silbriggrau gefärbt, der Hinterrand der Schwanzflosse schwarz. An den Seiten zeigen sich 8 bis 9 Querstreifen, von denen 4 bis 5 kräftiger ausgebildet sind. Die Streifen sind besonders in der Nacht deutlich zu sehen. Charakteristisch für die Art ist ein schwarzer, ovaler Fleck auf dem Schwanzflossenstiel. Der Abstand zwischen vorderem Augenrand und der Maulspitze ist bei der Geißbrasse größer als der Augendurchmesser. Von der ähnlichen Spitzbrasse (Diplodus puntazzo) kann die Geißbrasse durch das steilere Kopfprofil und das weniger spitze Maul unterschieden werden. Die Geißbrasse kann bis zu zehn Jahre alt werden.
- Flossenformel: Dorsale XI–XII/12–15; Anale III/11–14.

## Lebensweise
Diplodus sargus lebt in kleinen, lockeren Gruppen in küstennahen Felsriffen oder in Seegraswiesen aus Posidonia-Arten in Tiefen von 0 bis 50 Metern und geht auch in die Brandungszone und in Brackwasser. Sie ernährt sich von Muscheln, Krebstieren, Borstenwürmern, Seeigeln und anderen bodenbewohnenden Wirbellosen, Jungfische auch von Algen. Eine Besonderheit der Geißbrasse ist die variable sexuelle Entwicklung – manche Individuen sind proterandrische Zwitter (erst männlich, später weiblich), während andere ihr Geschlecht im Laufe des Lebens nicht wechseln. Es kommt auch vor, dass beide Geschlechter sich aus juvenilen Hermaphroditen entwickeln. Im östlichen Mittelmeer laichen die Tiere von Januar bis März, im westlichen von März bis Juni.
Geißbrassen gehören zu den bevorzugten Fischarten beim Speerfischen. Sie zeigen daher in der Regel ein ausgeprägtes Fluchtverhalten.
Jungfische, die überwiegend im seichten Wasser in Küstennähe leben, haben vielerorts ihre natürliche Scheu gegenüber Menschen abgelegt und können unter bestimmten Umständen sogar die Hornhaut von Schwimmern anknabbern. Die Ursache hierfür ist noch nicht entschlüsselt, möglicherweise hängt sie mit der zunehmenden Erderwärmung und dem damit verbundenen Nahrungsmangel zusammen.

## Nutzung
Geißbrassen sind im Mittelmeerraum beliebte und hochpreisige Speisefische. Sie werden als gegrillter Fisch unter anderem auch unter der Bezeichnung „Dorade“ vermarktet. Die Haltung in Aquakulturanlagen befindet sich noch in der Forschungsphase.

## Unterarten
- Diplodus sargus ascensionis (Valenciennes, 1830); Ascension
- Diplodus sargus cadenati (De la Paz, Bauchot & Daget, 1974); Südafrika
- Diplodus sargus helenae (Sauvage, 1879); St. Helena
- Diplodus sargus kotschyi (Steindachner, 1876), westlicher Indischer Ozean
- Diplodus sargus lineatus (Valenciennes, 1830)
- Diplodus sargus sargus (Linnaeus, 1758); Mittelmeer, Schwarzes Meer